# Hemicrepidius coreanus
Hemicrepidius coreanus là một loài bọ cánh cứng trong họ Elateridae. Loài này được Kishii in Kishii & Paik miêu tả khoa học năm 2002.